# Scott S. Sheppard
Scott S. Sheppard je astronom s odjela za terestrički magnetizam instituta Carnegie Institution of Washington. Kao postdiplomski student instituta za astronomiju sveučilišta Havaji (University of Hawaii), gdje je 2004. doktorirao kod Davida C. Jewitta, otkrio je mnogo malih satelita plinovitih divova Sunčevog sustava - Jupitera, Saturna, Urana i Neptuna.

## Otkrića planetnih satelita
Planetni sataliti u čijim je otkrićima Sheppard sudjelovao:
- Jupiterovi prirodni sateliti: 
  - Themisto (2000.) (Charles Kowal ga je otkrio 1975., no kasnije mu je izgubio trag)
  - Harpalyke (2000.)
  - Praxidike (2000.)
  - Chaldene (mjesec) (2000.)
  - Isonoe (2000.)
  - Erinome (2000.)
  - Taygete (2000.)
  - Kalyke (2000.)
  - Megaclite (2000.)
  - Iocaste (mjesec) (2000.)
  - Euporie (2001.)
  - Orthosie (2001.)
  - Euanthe (2001.)
  - Thyone (2001.)
  - Hermippe (2001.)
  - Pasithee (2001.)
  - Aitne (mjesec) (2001.)
  - Eurydome (2001.)
  - Autonoe (2001.)
  - Sponde (2001.)
  - Kale (2001.)
  - S/2000 J 11
  - S/2002 J 1
  - S/2003 J 1
  - S/2003 J 2
  - S/2003 J 3
  - S/2003 J 4
  - S/2003 J 5
  - S/2003 J 6
  - S/2003 J 7
  - S/2003 J 8
  - S/2003 J 9
  - S/2003 J 10
  - S/2003 J 11
  - S/2003 J 12
  - S/2003 J 13
  - S/2003 J 14
  - S/2003 J 15
  - S/2003 J 16
  - S/2003 J 17
  - S/2003 J 18
  - S/2003 J 19
  - S/2003 J 20
  - S/2003 J 21
  - S/2003 J 22
  - S/2003 J 23
- Saturnovi prirodni sateliti: 
  - Narvi (mjesec)
- Uranovi prirodni sateliti:
  - S/2003 U 3
- Neptunovi prirodni sateliti: 
  - S/2003 N 1

## Vanjske poveznice
- Scott Sheppards homepage (engl.)